# 村上義日
村上義日是镰仓时代末期的武将。父为村上信泰。弟弟是村上国信和作为信浓村上氏的栋梁村上信贞。儿子有朝日和义隆。官位从五位下，官职为左马权头通称彦四郎。他侍奉大塔宫护良亲王（后醍醐天皇的皇子），在对抗镰仓幕府的元弘之变中，在吉野城之战中与次子义隆一起阵亡。虽然史料中对其记录仅存寥寥几行，但他在军记物语《太平记》中以村上义光的名义出现，并给后人留下了深刻的印象，他被认为是护良亲王的忠诚仆人。明治时期被追赠从三位，祭祀于镰仓宫的村上社。

## 生涯
关于村上义光的史料不多，主要是洞院公定所编的《尊卑分脈》，以及散见于《梅松论》一书中。《尊卑分脈》与《梅松论》中都把他的名讳记作“義日”，而“群書类从”版底本的《梅松论》则记作“义晖”。通称彦四郎。依《尊卑分脈》，其位阶为从五位下，官职则依据写本的不同而有说是左马权头或右马权头的。
信浓村上氏的祖先是河内源氏之祖源赖信的次子源赖清，依照《尊卑分脈》所述，义光的父亲为村上信泰。有弟二人，名为国信、信贞（后来的信浓村上氏的栋梁），有子二人，名为朝日、义隆。
1331年，后醍醐天皇举兵倒幕，元弘之变爆发。战争前期一度败北而隐藏起来的护良亲王，在战争后期再次现身，于吉野城笼城斗争。元弘3年（1333年）初，镰仓幕府派大将大佛高直、军奉行工藤高景、使节二階堂贞藤（道蕴）等率军攻打。虽然亲王军奋力作战，但幕府军在获得熟悉山城地形的当地人的协助后便分三路前后夹击亲王军。闰2月1日（西历3月17日），吉野城被二階堂的部队所攻陷。
依《尊卑分脈》所述，是日义日与其次子义隆皆战死。《梅松论》也提及义日为在吉野城落命的护良亲王的武将。
明治41年（1908年），追赠为从三位。在奈良县吉野郡吉野町大字吉野山的墓所虽一度遭到荒废，后来也被修整了。而且他也是镰仓宫的境内社村上社的祭神。

## 《太平记》中的描写

### 概要
在军记物语《太平记》中写到，元弘之变时，笠置山陷落后，潜伏在南都般若寺的护良亲王从般若寺逃往熊野，其中在9位供奉他的近侍中，村上义日作为“村上义光”登场。

#### 《太平记》卷第五 大塔宫熊野落难
逃亡途中，亲王一行人于十津川乡与敌方的土豪・芋濑（いもせ）庄司相遭遇了，亲王一行向其请求放行，芋濑却回答道:“为了给幕府面子，与其让你们白白通过，不如送我们一两面御旗，也好表明我们和敌人的一两位名臣战斗过。”于是侍奉亲王的九名近侍中的一人——赤松则祐（あかまつそくゆう），以为亲王效劳为由上前说道:“在主君临近危机时献上自己的生命，这才是臣下之道。为了殿下，我赤松则祐便是遭敌杀害也没什么。”然而另一位近侍平贺三郎却劝道:“为了殿下，当不失去任何一个有能的武将。如果我们把御旗交给芋濑庄司，并说是在一场激战后逃跑的，我们也就能守住他的地位。”亲王闻言便将十分重要的锦旗给了庄司，并得以通过。然而稍后通过的村上义光瞧见芋濑庄司朝亲王一行翻舞锦之御旗以示嘲羞，怒不可遏，骂道:“你怎敢对着帝的御子如此放肆！”冲上前从敌人的手上夺回了御旗。
护良亲王褒赞三人说:“赤松则祐之忠如孟施舍之义，平贺三郎之智如陈平之謀略，村上义光之勇凌于北宮黝(ほくきゅうよう)

#### 《太平记》卷第七 吉野城军事
元弘3年（西历1333年）初，幕府方面的二阶堂贞藤率6万余人攻入吉野山。亲王军虽奋战，但敌兵仍然渐渐地逼近本阵所在的藏王堂。护良亲王在此举行了战死前最后一次的酒宴，但被义光劝说伪装逃亡。义光为了欺骗幕府军，将亲王的铠甲穿在自己的身上，使自己成为亲王的替身；于敌兵面前高叫道：“我是天照太神御子孙、神武天皇以来九十五代帝、后醍醐天皇的第二皇子、一品兵部卿亲王尊仁，因逆臣之所为而亡，为得报仇于九泉之下，现今自杀而死，以作汝等武运气数悉尽之时如何剖腹之效仿吧！”切腹自尽。据传有一则令人惊叹的轶事，义光切腹之后仍然撕下自己的内脏扔向敌人，然后口叼起太刀，仰向后面倒地而死。

#### 验尸
义光作为护良亲王的“影武者”战死后，幕府军中因没人亲眼见过护良亲王的样貌，因此其尸首被送至京都的六波罗探题处。在确认后得知其真实身份不是护良亲王。
其子村上义隆本打算与其一同战死，但义光阻止了他并要求他保护好亲王。随后在护良亲王撤退的路途中，义隆为掩护亲王而奋战，全身皆负伤，最后自刃而亡。

## 墓所
据传是村上义日的墓所的地方，在藏王堂以西北处约1.4公里。其子村上义隆的墓所则是在藏王堂以南1.5公里的连接胜手神社与下市町之谷的奈良县道257号线路旁。